# Linas Klimavičius
Linas Klimavičius (Panevėžys, 10 aprile 1989) è un calciatore lituano, difensore del Panevėžys.

## Palmarès

### Club

#### Competizioni nazionali
- A lyga: 2

Žalgiris: 2016
Panevėžys: 2023
- Coppa di Lituania: 3

Žalgiris: 2015-2016, 2016, 2018
- Supercoppa di Lituania: 2

Žalgiris: 2016, 2017